# Basrah Museum

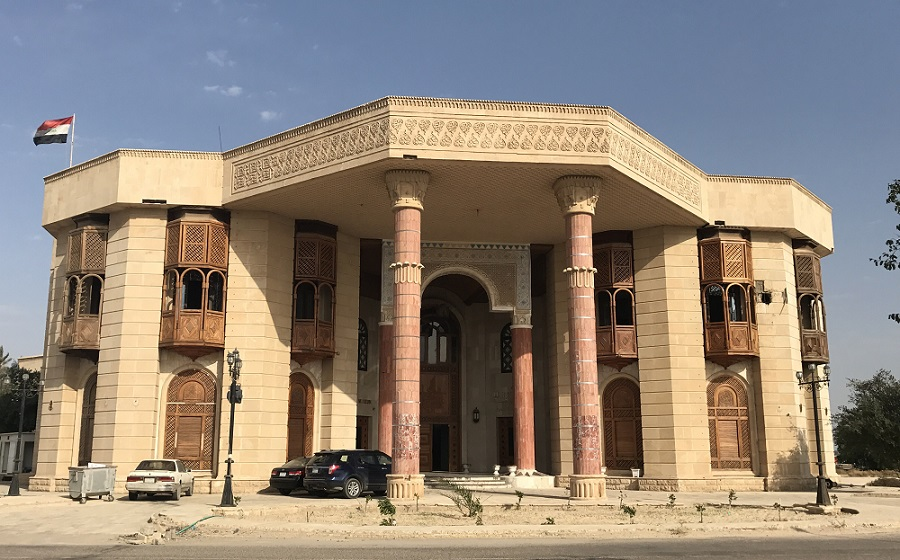
Het Basrah Museum

Het Basrah Museum (Arabisch: متحف البصرة) is een museum in de Iraakse stad Basra, gevestigd in een voormalig paleis van Saddam Hussein. De verzameling toont objecten uit de geschiedenis van Mesopotamië, en uit de geschiedenis van de stad zelf. Het Basrah Museum is geopend in september 2016. De directeur van het museum is Qahtan Alabeed.